# Up! (chanson)
Cet article concerne la chanson de Shania Twain. Pour l'album de la même chanson, voir Up!.
Pour les articles homonymes, voir Up! et UP.
Singles de Shania Twain
I'm Gonna Getcha Good!
(2002) Ka-Ching
(2003)
Up! est la chanson titre de l'album Up! de Shania Twain.

## Succès de la chanson
La chanson sera un succès international.
Aux États-Unis, sur les palmarès country, la chanson débute en 57e position et sera en mars 2003 en 12e position. Sur les palmarès officiels, la chanson débute en 73e position et sera en février 2003 en 63e position. Au Canada, la chanson atteint la 2e position.
Au Royaume-Uni, la chanson débute en 21e position et passe 5 semaines dans les charts.

## Charts mondiaux
| Pays                             | Meilleure Position |
| -------------------------------- | ------------------ |
| Allemagne                        | 42                 |
| Australie                        | 29                 |
| Autriche                         | 26                 |
| Canada                           | 2                  |
| Nouvelle-Zélande                 | 27                 |
| Royaume-Uni                      | 21                 |
| Suisse                           | 51                 |
| États-Unis Billboard Hot 100     | 63                 |
| États-Unis Billboard Hot Country | 12                 |